# 天使花园加尔都西会修道院

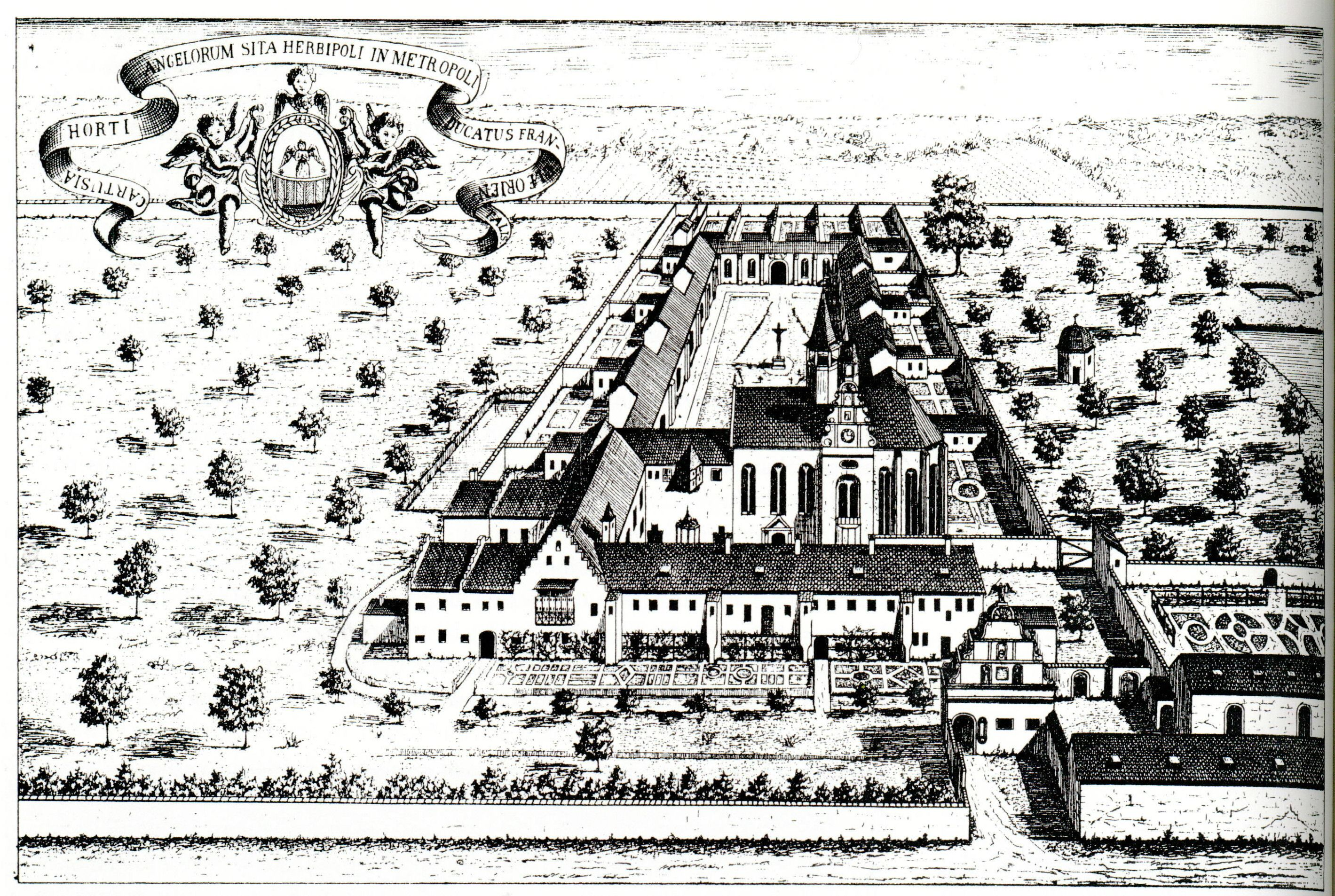
天使花园加尔都西修道院的俯视图

天使花园加尔都西会修道院（德語：Kartause Engelgarten）是德国巴伐利亚维尔茨堡的一个前加尔都西会修道院。

## 历史
这座宏大的修道院于1352年5月13日由维尔茨堡采邑主教阿尔布雷希特·冯·霍恩洛厄祝圣，包括教堂和附属建筑，花园和鱼塘。
在三十年战争期间，1631年，天使花园接待了躲避瑞典人的格吕瑙加尔都西会修士。然而不久之后，维尔茨堡也被攻下，修道院也被洗劫。
1803年，该修道院在德国教会的世俗化运动期间解散。教堂归属新教。1853年该堂拆除，为修建路德维希西火车站让路，今天这里是美因弗兰肯剧院的所在地。